# Vlag van Aa en Hunze

Vlag van de gemeente Aa en Hunze

De vlag van Aa en Hunze is op 9 juli 1998 vastgesteld als de gemeentelijke vlag van de Drentse gemeente Aa en Hunze. Deze kan als volgt worden beschreven:
Groen, met een allesoversnijdend geel Andreaskruis, komende vanuit de vlaghoeken; aan de hijszijde een gele driebladige leliekroon.
De vlag is gebaseerd op het gemeentewapen en bestaat uit een groene achtergrond met een geel kruis. Een gele leliekroon is aan de linkerkant van de vlag afgebeeld.

## Verwante wapens

Wapen van Aa en Hunze

Aa en Hunze ·
Assen ·
Borger-Odoorn ·
Coevorden ·
De Wolden ·
Emmen ·
Hoogeveen ·
Meppel ·
Midden-Drenthe ·
Noordenveld ·
Tynaarlo ·
Westerveld